# Millicher Halde

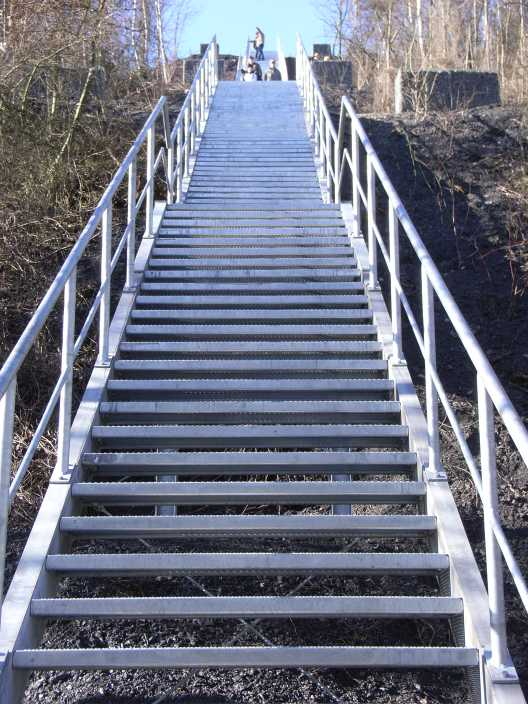
Aufstieg zum Aussichtspunkt Millicher Halde

Die Millicher Halde ist eine Bergehalde der Steinkohlenzeche Sophia-Jacoba in Hückelhoven. Das Volumen der 70 Meter hohen Halde beträgt 10 Millionen Kubikmeter Abraum auf einer Fläche von 32 Hektar.

## Lage
Die Millicher Halde liegt unmittelbar an der L117 zwischen Millich und Hückelhoven.

## Geschichte

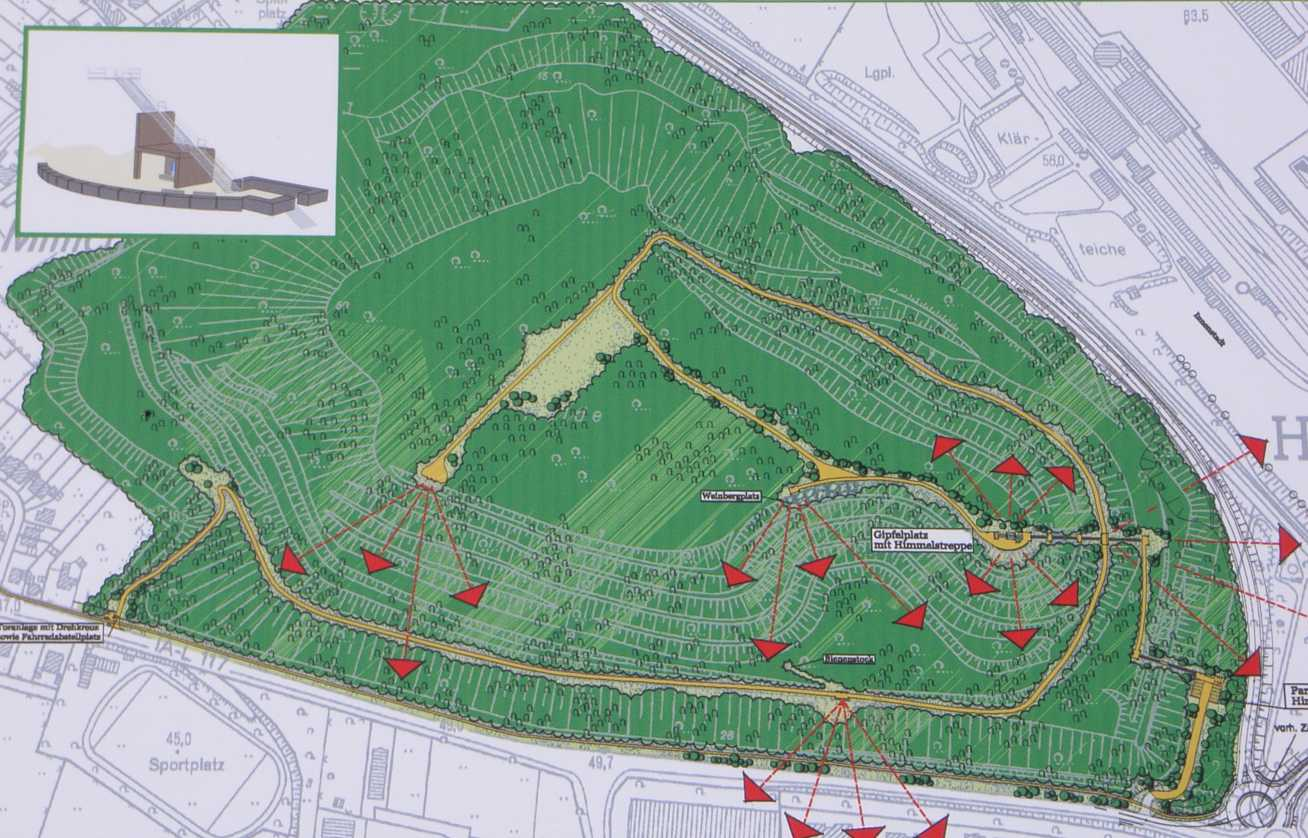
Planskizze der Halde

1936 wurde mit der Aufschichtung der Millicher Halde begonnen und bis 1972 fortgeführt. Die Halde wurde schon in den 1970er-Jahren bepflanzt und bietet seitdem einer größeren Erdkröten-Population Lebensraum. 2002 wurde die Halde aus der Bergaufsicht entlassen.

## Freizeitnutzung
2008 wurde eine rund 120 m und 400 Stufen lange Treppe zum Aussichtspunkt angelegt sowie Wanderwege und Aussichtspunkte eingerichtet. Eine elf Meter hohe stählerne „Himmelstreppe“ als Aussichtsplattform auf der Halde bietet Ausblicke über die Jülicher Börde bis zum Eifelrand und über die Rurniederung.